# Odda de Deerhurst
Pour les articles homonymes, voir Odda (homonymie).
Odda de Deerhurst, également appelé Odo ou Æthelwine, est un noble anglo-saxon mort le 31 août 1056.
Sa première apparition dans les sources pourrait remonter à 1013 ou 1014, mais ce n'est qu'à partir du règne d'Édouard le Confesseur qu'il devient l'un des principaux barons du royaume d'Angleterre. En 1051, il profite de l'exil de la famille de Godwin de Wessex pour devenir comte du sud-ouest de l'Angleterre. Cette région repasse sous l'autorité de Godwine à son retour, en 1052, mais Odda reste comte.
Après être devenu moine, Odda meurt en 1056 et il est enterré à l'abbaye de Pershore, dans le Worcestershire, dont il a financé la restauration. Son nom reste associé à la chapelle d'Odda (en) qu'il a fait construire à Deerhurst, dans le Gloucestershire.

## Biographie

### Origines
Odda est décrit par Guillaume de Malmesbury comme un parent du roi Édouard le Confesseur, mais le lien de parenté qui les unit est inconnu, tout comme l'identité de ses parents. Il pourrait être un descendant de l'ealdorman Æthelweard, actif à la fin du Xe siècle. Il a un frère nommé Ælfric et une sœur nommée Ealdgyth.
Odda apparaît de manière sûre dans les sources d'époque à partir de l'avènement d'Édouard le Confesseur, en 1042. Il figure comme témoin sur plusieurs chartes émises par le roi avec le titre de minister (thegn) ou nobilis (noble). Un minister nommé Odda apparaît dès la fin du règne d'Æthelred le Malavisé, à partir de 1013, et tout au long de ceux de Knut le Grand et Hardeknut, mais il pourrait s'agir d'un homonyme.
Les possessions d'Odda se situent dans le sud-ouest de l'Angleterre et comprennent notamment le manoir de Deerhurst, dans le Gloucestershire, ainsi que des domaines plus réduits dans le Devon, le Herefordshire, le Warwickshire et le Worcestershire.

### Ascension

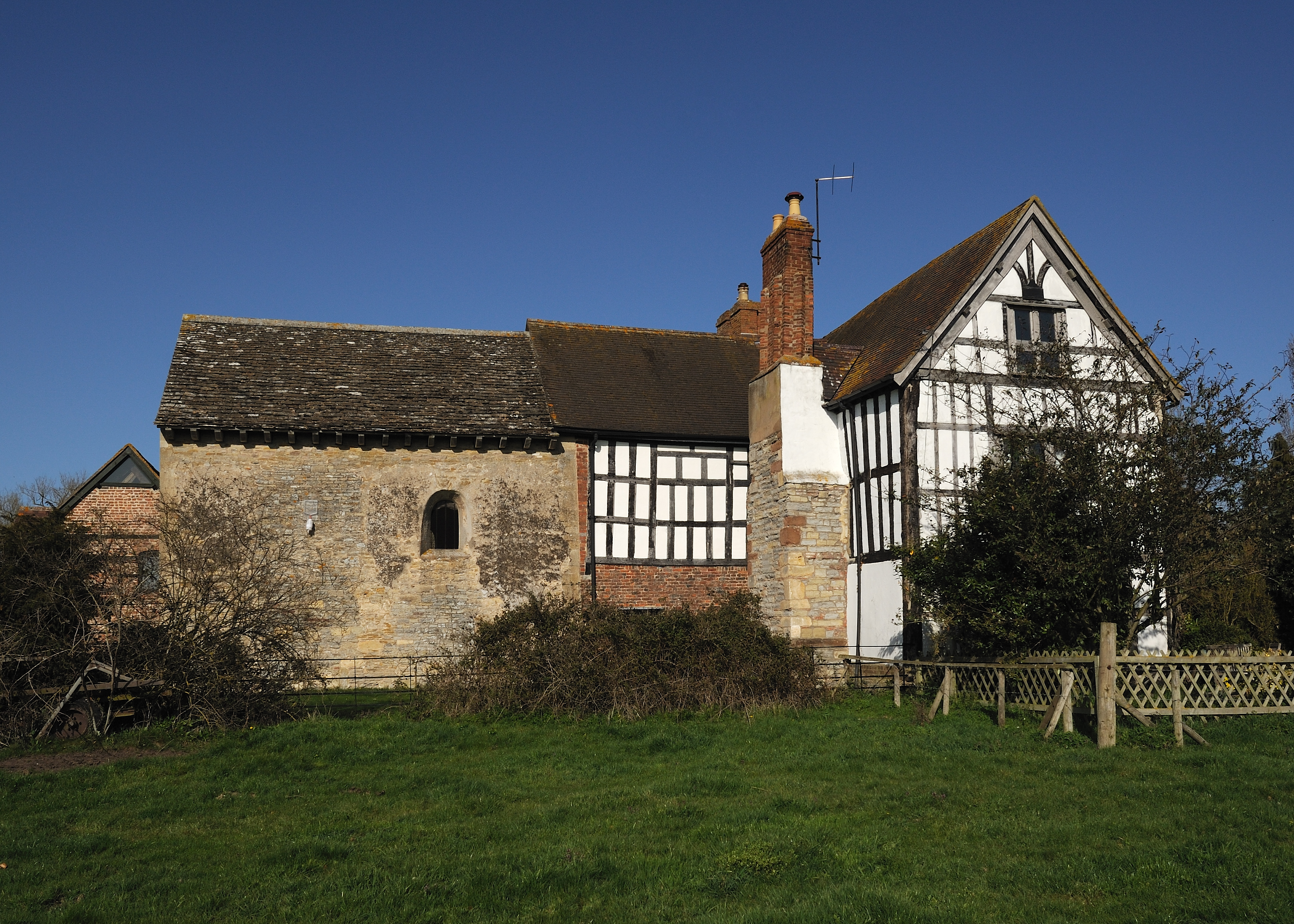
La (à gauche) jouxte Abbots House, une maison à colombages construite au XVIe siècle.

En 1051, le puissant comte Godwin de Wessex est exilé d'Angleterre avec ses fils, leurs titres sont confisqués et leurs biens saisis. Odda reçoit une partie de l'ancien domaine de Godwin, correspondant aux comtés du Somerset, du Dorset, du Devon et des Cornouailles. Il est également chargé, avec le comte Raoul de Mantes, de superviser la flotte royale, forte de cinquante navires, qui est stationnée à Sandwich, mais il n'est pas en mesure d'empêcher Godwin de rentrer en Angleterre dès 1052.
En position de faiblesse, le roi est contraint de rendre Godwin et à ses fils leurs domaines et leurs titres. Odda perd ainsi les comtés du sud-ouest, mais il conserve le titre de comte. Les sources d'époque ne précisent pas l'étendue de son nouveau domaine, mais l'historienne Ann Williams estime qu'il correspond au Worcestershire.
Ælfric, le frère d'Odda, meurt le 22 décembre 1053. En sa mémoire et pour le salut de son âme, il fait construire une chapelle privée à Deerhurst, dans le Gloucestershire. Ce bâtiment, la chapelle d'Odda (en), est consacré par l'évêque de Worcester Ealdred le 12 avril 1056.

### Mort et postérité
Odda meurt quelques mois après la consécration de sa chapelle, le 31 août 1056, après être entré dans les ordres. Il est inhumé à l'abbaye de Pershore, dont il a financé la restauration. Comme il n'a pas d'enfants, ses biens reviennent à la couronne et le roi Édouard spolie une partie des domaines de Pershore au bénéfice de son abbaye de Westminster. Il attribue également la moitié du domaine de Deerhurst à l'abbaye de Saint-Denis.
La réputation posthume d'Odda est particulièrement bonne. La Chronique anglo-saxonne le décrit comme « un homme bon, pur et très noble », tandis que Jean de Worcester énumère ses qualités : « ami des églises, sauveteur des pauvres, défenseur de la veuve et de l'orphelin, soutien des opprimés, gardien des vierges ».